# Савинова (Тюменская область)
Савинова — деревня в Омутинском районе Тюменской области России. Входит в состав Ситниковского сельского поселения. 

## География
Расположена в южной части области, на крайнем востоке района, в зоне лесостепи, на берегу реки Медвежка, примерно в 1 км от восточной окраины деревни Солоновка, в 27 км юго-восточнее райцентра. 
Высота центра селения над уровнем моря — 121 м.
На 2021 год в Савинова 1 улица — Савинова

## История
Входит с 2004 года в образованное муниципальное образование Ситниковское сельское поселение согласно Закону Тюменской области от 5 ноября 2004 года № 263 «Об установлении границ муниципальных образований Тюменской области и наделении их статусом муниципального района, городского округа и сельского поселения».

## Население
| 2010 |
| ---- |
| 72   |

## Инфраструктура
Основной вид деятельности жителей — животноводство и растениеводство.

## Транспорт
Автобусное сообщение от села Омутинское (на январь 2021 — маршрут 205). Остановка общественного транспорта «Савинова».
Ближайшая железнодорожная станция Ламенская в посёлке Ламенский (Голышмановский городской округ) и Омутинская в райцентре — селе Омутинское.